# Gruber
Gruber je priimek v Sloveniji, ki ga je po podatkih Statističnega urada Republike Slovenije na dan 1. januarja 2010 uporabljalo 163. 

## Znan nosilci priimka
- Auguštin Gruber (1763—1835), avstrijski rimskokatoliški škof
- Franz Xaver Gruber (1787—1863), avstrijski organist in skladatelj
- Gabrijel Gruber (1740—1805), avstrijsko-slovenski jezuit, hidrotehnik in arhitekt
- Hannes Gruber (*1928), švicarski slikar
- Marie Gruber (*1955), nemška igralka
- Max Gruber (1853—1927), avstrijski zdravnik higienik
- Roman Iljič Gruber (1895—1962), ruski muzikolog
- Steff Gruber (*1953), švicarski fotograf in filmski snemalec
- Tobija Gruber (1744—1806), avstrijsko-slovenski jezuit, raziskovalec, pedagog